# 맷 슐랩

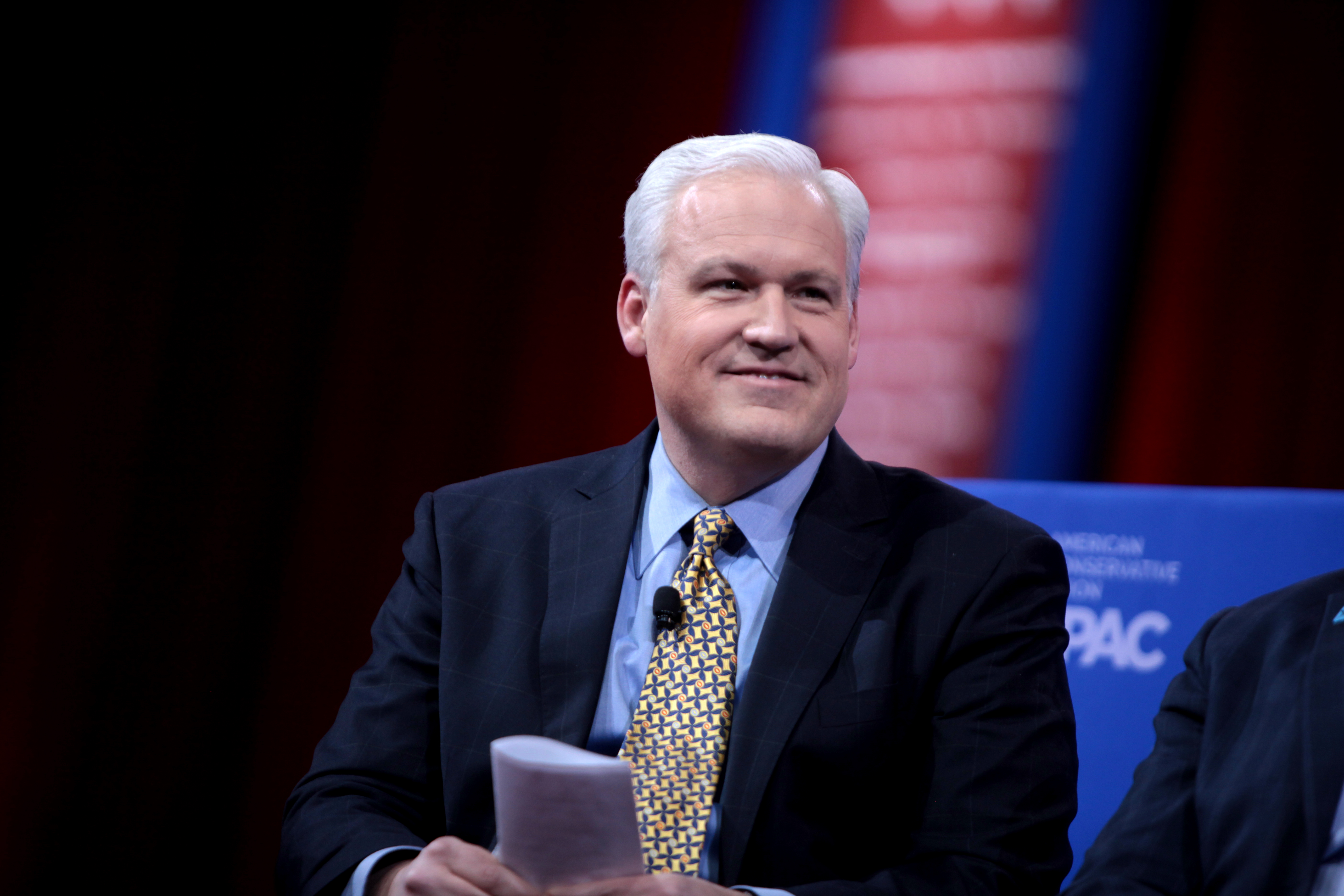

맷 슐랩(Matt Schlapp, 1967년, 12월 18일)은 미국의 정치운동가이며 로비스트로 미국 보수연합의 의장이다.(2025년)  그는 코브 전략센터를 운영중이며 도널드 트럼프 2기 행정부와 매우 가까운 사이로 알려져 있다.  폭스 뉴스에 정치 코너에 참가하였다.  조지 W. 부시의 부보좌관으로 조지 부시 1기 정치 자문관으로 근무하였다.  그의 아내는 머세이디스 슐랩으로 트럼프 행정부의 정책 자문관 대표이다.